# Alphonse Quizet
Alphonse Léon Quizet (13 mars 1885 - 7 mars 1955) est un peintre français.

## Expositions personnelles
- Galerie Bernheim-Jeune, Paris, 1907[1].
- Quatre de ses toiles sont exposées en permanence à l'hôtel de ville du Pré-Saint-Gervais.

## Collections publiques
- Musée du Petit Palais de Genève :  Boulevard Sérurier à Belleville
- Granville, musée Richard Anacréon, Pré Saint-Gervais Notice no 06830000150, sur la plateforme ouverte du patrimoine, base Joconde, ministère français de la Culture
- Saint-Brieuc, musée d'Art et d'Histoire, La Villa Médicis à Montmartre Notice no 01960000272, sur la plateforme ouverte du patrimoine, base Joconde, ministère français de la Culture
- Granville, musée Richard Anacréon, Canal Saint-Martin Notice no 06830000151, sur la plateforme ouverte du patrimoine, base Joconde, ministère français de la Culture
- Marseille, musée des beaux-arts, Le Grand canal Notice no 000PE014582, sur la plateforme ouverte du patrimoine, base Joconde, ministère français de la Culture

## Réception critique et témoignages
« Ce fut à la suite d'une rencontre avec Quizet que Maurice Utrillo se mit réellement à peindre ; il pouvait avoir 14 ou 15 ans, peut-être un peu plus. Comme Quizet, il cherchait des endroits solitaires ; comme lui, le silence lui apparaissait la condition première pour mener à bien l'œuvre commencée. Aussi devinrent-ils des amis très intimes. Quizet, son aîné, jouait vis-à-vis de lui le rôle d'un grand frère. Ils formaient un couple pour qui peindre était une raison d'exister. » - Edmond Heuzé
« Utrillo considérait Quizet comme son guide, son maître et son conseiller. Les amateurs semblent reconnaître aujourd'hui les qualités de ce Montmartrois qui nous livre avec une sympathique ingénuité sa vision très personnelle, un peu triste dans ses verts acides, de son quartier d'élection, des rues de Paris et de sa banlieue, du Pré-Saint-Gervais et du canal de l'Ourcq. » - Gérald Schurr

## Distinctions
- Membre du conseil supérieur de l'enseignement des Beaux-Arts, 1947[1].

## Postérité

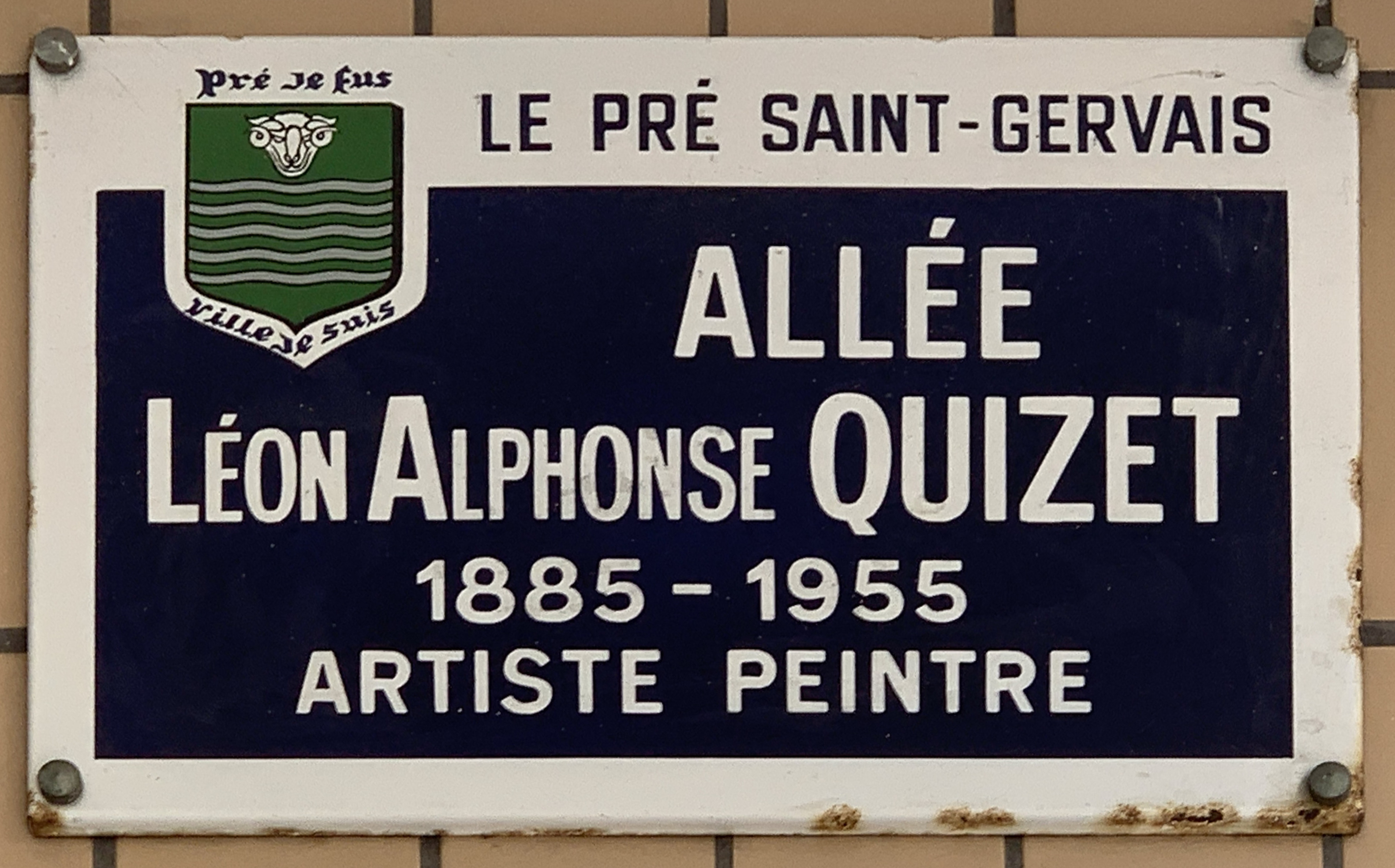
Plaque de rue au Pré-Saint-Gervais.

Une allée du Pré-Saint-Gervais (Seine-Saint-Denis) porte son nom.